# Пожидаева, Юлия Александровна
Юлия Александровна Пожидаева (род. 22 сентября 1982, Москва) — российская актриса театра, кино, телеведущая.

## Биография
Родилась 22 сентября 1982 года в Москве.
Окончила десятый и одиннадцатый классы экстерном, а в 1998 году поступила в Высшее театральное училище имени Бориса Щукина, которое окончила в 2002 году (курс М. А. Пантелеевой).
Дебютным фильмом для актрисы стал многосерийный телевизионный художественный фильм «Тайный знак».
Популярность пришла с главными ролями в многосерийных телефильмах «Ундина», «Ундина-2. На гребне волны», «Обручальное кольцо». В конце 2010 года оставалась единственной актрисой из основного актёрского состава «Обручального кольца», однако в 2011 году заявила о прекращении своего участия в съёмках, а её место заняла актриса Вера Романова.
В рамках ежегодной «Недели моды в Москве», принимала участие в показах модельера Татьяны Беляковской (2004, 2005).
Фото актрисы появилось на странице юбилейного номера эксклюзивного календаря за 2011 год, выпущенного фондом Татьяны Михалковой. Принимала участие в показе «Звёзды кино представляют российских дизайнеров» благотворительного фонда «Русский силуэт» в рамках 35-го ММКФ.
Член Гильдии актёров кино России.

## Фильмография
| Год       |     | Название                                                    | Роль                     |
| --------- | --- | ----------------------------------------------------------- | ------------------------ |
| 2001      | кор | И была ночь                                                 | Имя персонажа не указано |
| 2002      | с   | Тайный знак                                                 | Мария Шубина             |
| 2002      | с   | Воровка 2. Счастье напрокат                                 | Юля Балашова             |
| 2003      | с   | Ундина                                                      | Алёна Панченко           |
| 2004      | с   | Ундина 2. На гребне волны                                   | Алёна Панченко           |
| 2005      | с   | Александровский сад                                         | Вера Чугунова            |
| 2005—2007 | с   | Обречённая стать звездой                                    | Лариса                   |
| 2007      | с   | Александровский сад 2.Гибель команды                        | Вера Чугунова            |
| 2007      | с   | Женские истории (Жизнь как жизнь). Простить — значит забыть | Лена                     |
| 2007      | с   | Женские истории (Жизнь как жизнь). Влюблённые               | Лиза                     |
| 2008      | с   | Александровский сад 3. Охота на Берию                       | Вера Чугунова            |
| 2008      | с   | Ставка на жизнь                                             | Ольга Смирнова           |
| 2008      | с   | Воротилы                                                    | Ника Старостина          |
| 2008      | с   | Воротилы. Быть вместе                                       | Ника Старостина          |
| 2009      | с   | Райские яблочки. Жизнь продолжается                         | Варвара Измайлова        |
| 2011      | с   | Безмолвная страсть-2                                        | Даня                     |
| 2008—2012 | с   | Обручальное кольцо                                          | Настя Лапина             |
| 2012      | с   | Бедные родственники                                         | Ксения Алимова           |
| 2012      | с   | Любопытная Варвара                                          | Ксения Рожкова           |
| 2013      | с   | Людмила                                                     | Ира                      |
| 2011—2014 | с   | Лесник                                                      | Вика Трофимова           |
| 2015      | ф   | Овечка Долли была злая и рано умерла                        | София                    |
| 2015      | ф   | Весь этот джем                                              | дизайнер костюма         |
| 2015      | с   | Сказки мачехи                                               | Лена Васильева           |
| 2015—2016 | с   | Последний мент                                              | Анна Огородникова        |
| 2016      | ф   | Спасённая любовь                                            | Татьяна Стрельцова       |
| 2016      | с   | Простить нельзя расстаться                                  | Ангелина                 |
| 2017      | с   | Мамочки (3-й сезон)                                         | мама Инны                |
| 2020      | ф   | Опасный соблазн                                             | Татьяна                  |
| 2020      | с   | Чужая семья                                                 | Настя                    |
| 2021      | с   | Ищейка 6                                                    | Лиза Векшина             |

## Театральные работы
В 2001—2002 годах, во время учёбы в театральном училище, принимала участие в спектакле театра им. Е. Вахтангова
- «Дядюшкин сон» — Машка-сиротка (реж. В. Иванов)

С 2002 по 2004 год актриса «Классного театра».
- «Незнайка» — Синеглазка
- «Остров сокровищ» — Попугай
- «Бременские музыканты» — Принцесса
- «Горе от ума» — Софья
- «Капитанская дочка» — Маша
- «Три мушкетёра» — Королева

## Телевидение
- 2011 — «Хочу знать» на Первом канале — ведущая нескольких выпусков
- 2011 — «ЖКХ. Дело о ненужном человеке» на Первом канале — эксперт
- 2012 — «Модный приговор» на Первом канале — независимый эксперт

## Награды и номинации
- Номинация на премию «Телезвезда-2009» (Украина) — в категории «Любимая актриса»[10]